# دون كولمان
دون كولمان (بالإنجليزية: Don Coleman)‏ هو لاعب كرة قدم أمريكية أمريكي، ولد في 4 مايو 1928 في بونكا سيتي في الولايات المتحدة، وتوفي في 30 يناير 2017.